# Кнут Виксел
Юхан Густав Кнут Виксел (на шведски: Johan Gustaf Knut Wicksell), известен като Кнут Виксел е един от водещите шведски икономисти.
Икономическите му приноси повлияват теориите както на Кейнсианската, така и на Стокхолмската школа и Австрийската икономическа школа.
Кнут Виксел е роден в семейството на успешен предприемач и брокер на недвижими имоти. Остава рано сирак, майка му умира когато е на 6, а баща му когато е на 15-годишна възраст. Значителното наследство му позволява да се запише в университета в Упсала през 1869 г., където следва физика и математика. След две години получава първата си образователна степен, но продължава да следва аспирантура до 1885 г. и получава докторска степен по математика. През 1887 г. Виксел получава стипендия за обучение в Европа, във Виена посещава лекциите на икономиста Карл Менгер. В следващите години интересите му се изместват в областта на икономиката. Трудовете му са свързани предимно с финансово-кредитната система, парите и лихвените проценти.

## Трудове
- Interest and Prices (pdf), Институт Лудвиг фон Мизес, 2007
- Value, Capital and Rent (pdf), Институт Лудвиг фон Мизес, 2007
- Lectures on Political Economy (volume 1 and 2, pdf), Институт Лудвиг фон Мизес, 2007